# Türkiye Basketbol 2. Ligi
La Türkiye 2. Basketbol Ligi o TB2L es la tercera competición de baloncesto de Turquía, por detrás de la BSL y la TBL. Cuenta con 24 equipos. El campeón actual es el Merkezefendi Belediyesi Denizli, que consiguió en 2019 su primer título y el ascenso a la TBL. La liga antes era conocida como Türkiye Basketbol 3. Ligi (TB3L).

## Formato de competición
Los 24 equipos se dividen en 2 grupos de 12, jugando a ida y vuelta los 12 equipos de cada grupo, para un total de 22 partidos. Los 8 mejores equipos de cada grupo juegan play-offs al mejor de 3 partidos. Los ganadores de los octavos de final de cada grupo juegan los cuartos de final, también al mejor de 3 partidos.
Los ganadores de los cuartos de final de cada grupo pasan a un grupo único, donde esos 4 equipos juegan entre sí dos veces, para un total de 6 partidos. Los dos primeros de ese grupo suben a la TBL.

## Equipos 2022-2023
| Team                                | City           |
| ----------------------------------- | -------------- |
| Afyon Belediye S.K.                 | Afyonkarahisar |
| Büyük Anadolu                       | Ankara         |
| Çağdaş Bodrum                       | Muğla          |
| Diyarbakır Basketbol Ateşi          | Diyarbakır     |
| Gaziantep Gençlik Gelişim Basketbol | Gaziantep      |
| Gençlik Spor Vakfı                  | Ankara         |
| İlkler Şehri Uşak Basketbol         | Uşak           |
| İstanbul Büyükşehir Belediyesi      | Estanbul       |
| İstanbul Efendileri Basketbol       | Estanbul       |
| Kadıköy Basketbol                   | Estanbul       |
| Karşıyaka Belediyesi                | İzmir          |
| Lima                                | Estanbul       |
| NEF Vakfı                           | Estanbul       |
| Özel Gelişim Koleji                 | İzmir          |
| Samsun Basketbol Akademi            | Samsun         |
| Sertaş                              | Adana          |
| Teşvikiye                           | İstanbul       |
| Üsküdar Belediyesi                  | Estanbul       |
| Vefa                                | Estanbul       |
| Yeni Sincan                         | Ankara         |

## Historial
| Temporada | Campeón                                | Subcampeón                 |
| --------- | -------------------------------------- | -------------------------- |
| 2014–15   | Yeşilgiresun Belediye                  | Tüyap Büyükçekmece         |
| 2015–16   | Tofaş                                  | Best Balıkesir             |
| 2016–17   | Sakarya BB                             | Eskişehir                  |
| 2017–18   | Final Spor                             | Manisa Büyükşehir Belediye |
| 2018–19   | Merkezefendi Belediyesi Denizli Basket | Bornova Belediyespor       |